# 次馬
次馬（學名Epihippus），又名後馬、外馬或表馬，是一屬已滅絕的馬。牠們生存於4600-3800萬年前的始新世。
次馬相信是演化自山馬，承接了用來磨碎食物的牙齒。次馬有5根頰齒，其冠低及可以用來磨碎食物。E. intermedius是較後期的物種，擁有像漸新世馬科的牙齒。